# Emléktáblák Veszprémben
A szócikk a Veszprémben található emléktáblákat mutatja be képgalériával és utca szerinti indexszel.

## Emléktáblák

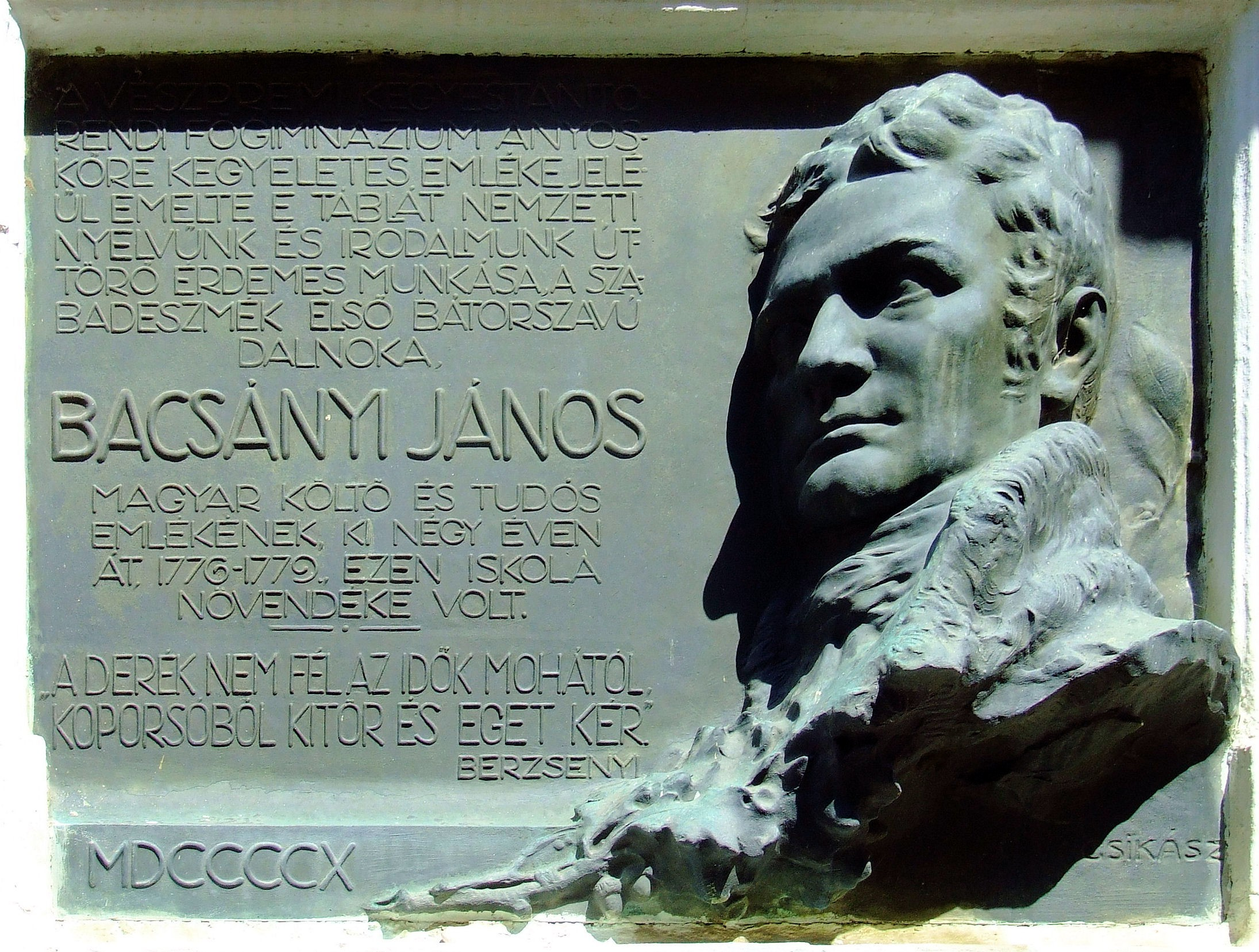
Batsányi János, Vár utca 10. Csikász Imre alkotása
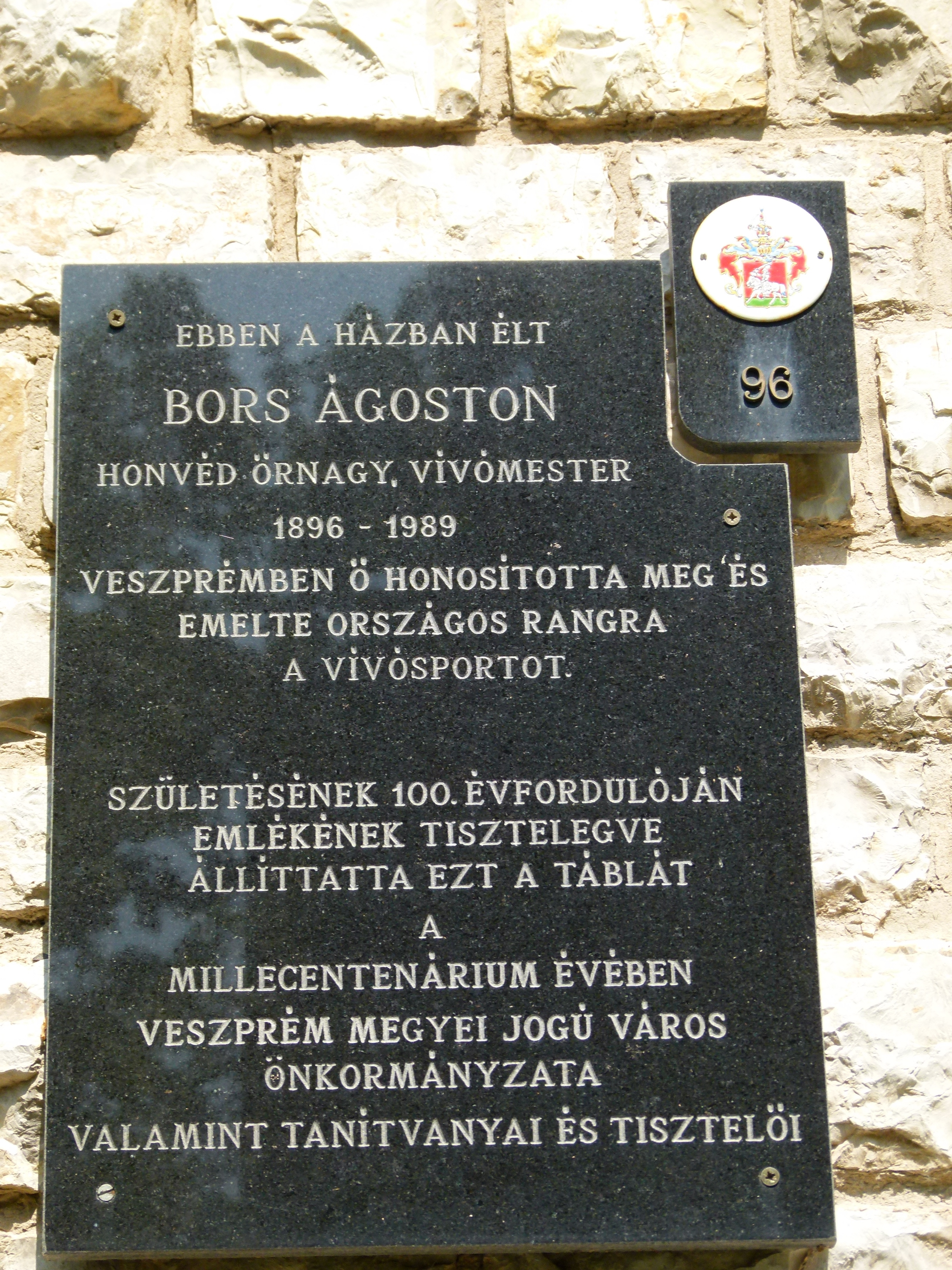
Bors Ágoston, Csermák Antal utca 5.
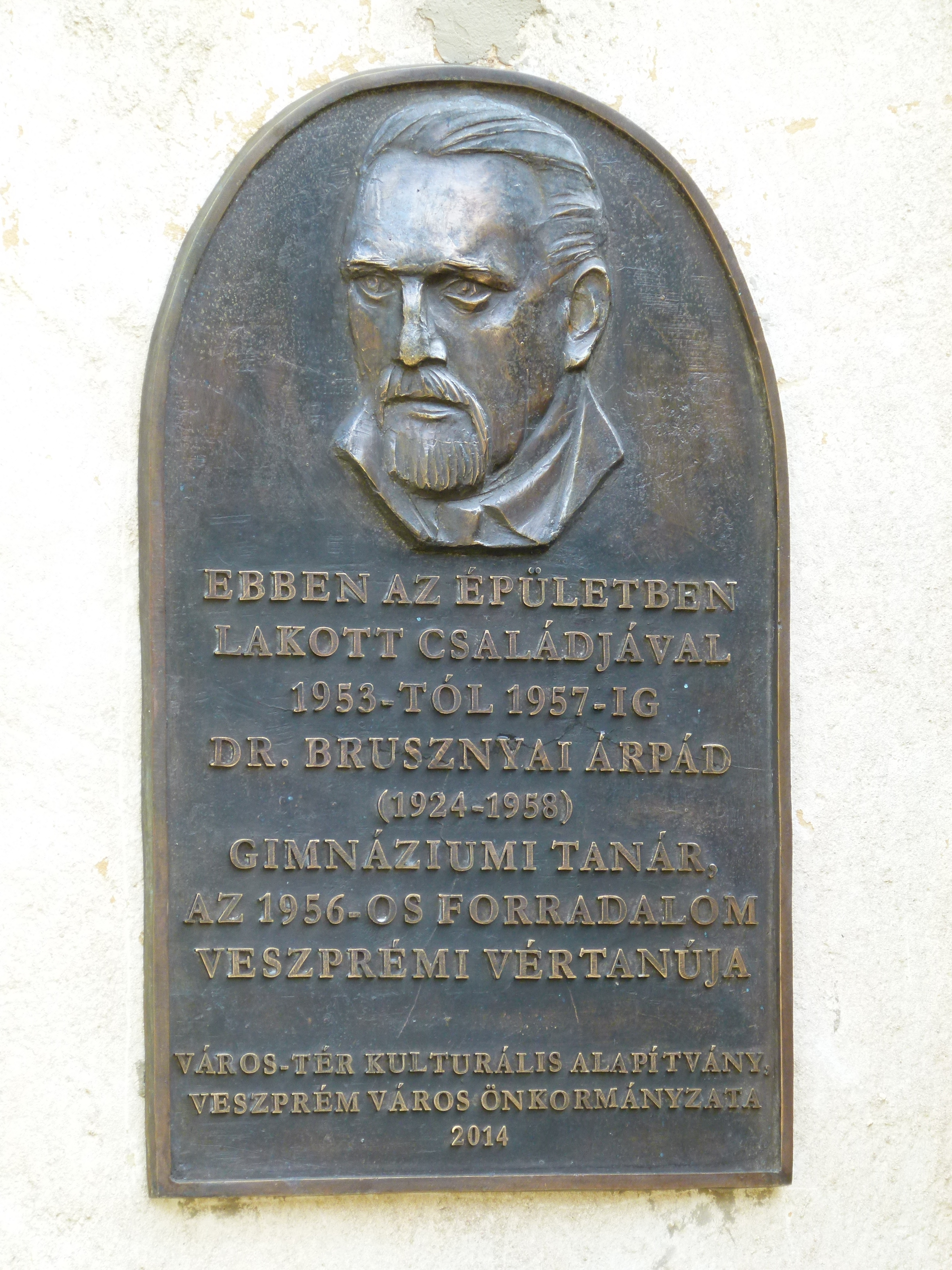
Brusznyai Árpád, Csikász Imre utca 4/B. Diénes Attila alkotása
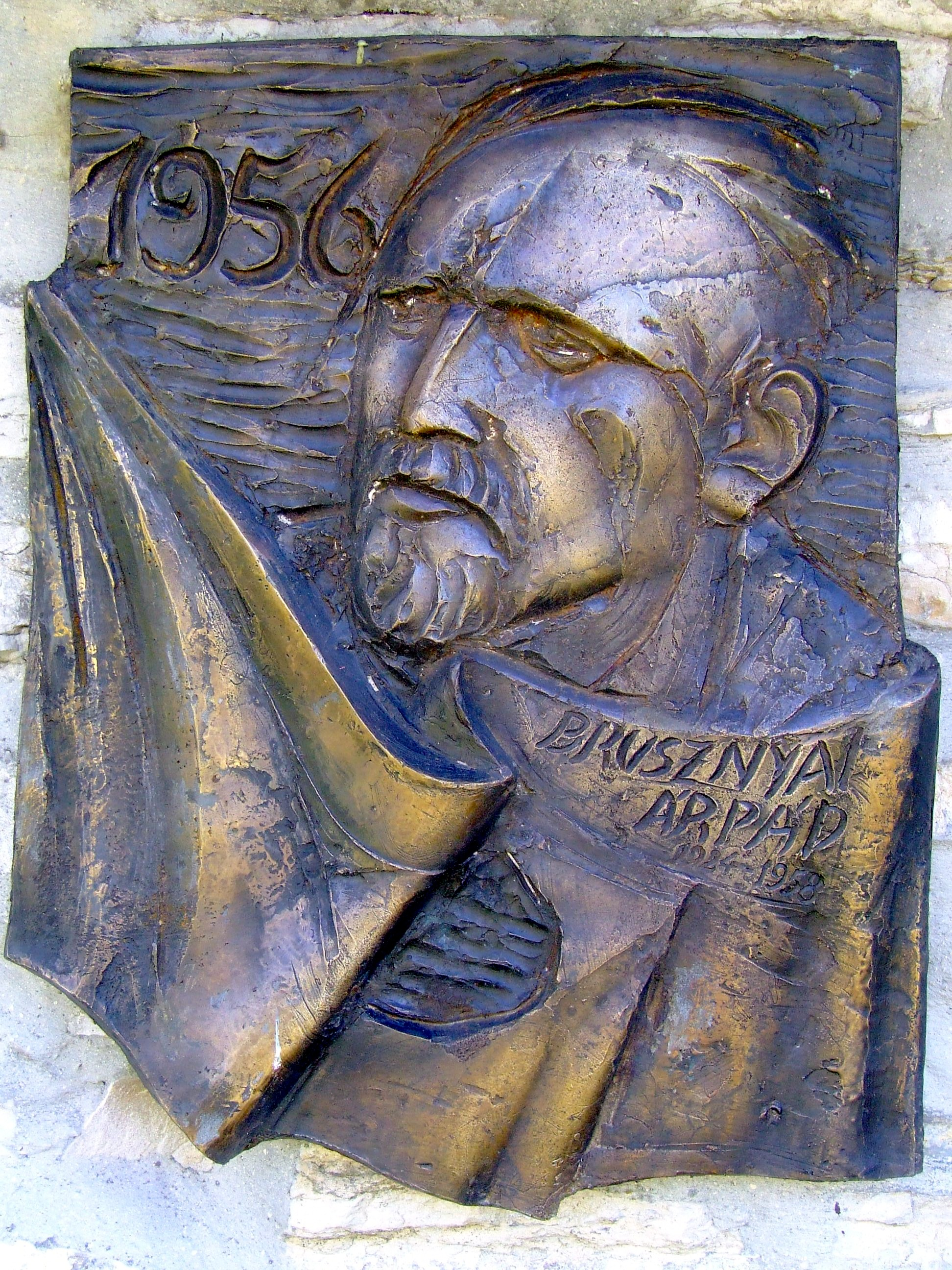
Brusznyai Árpád, Vár utca 9. Diénes Attila alkotása
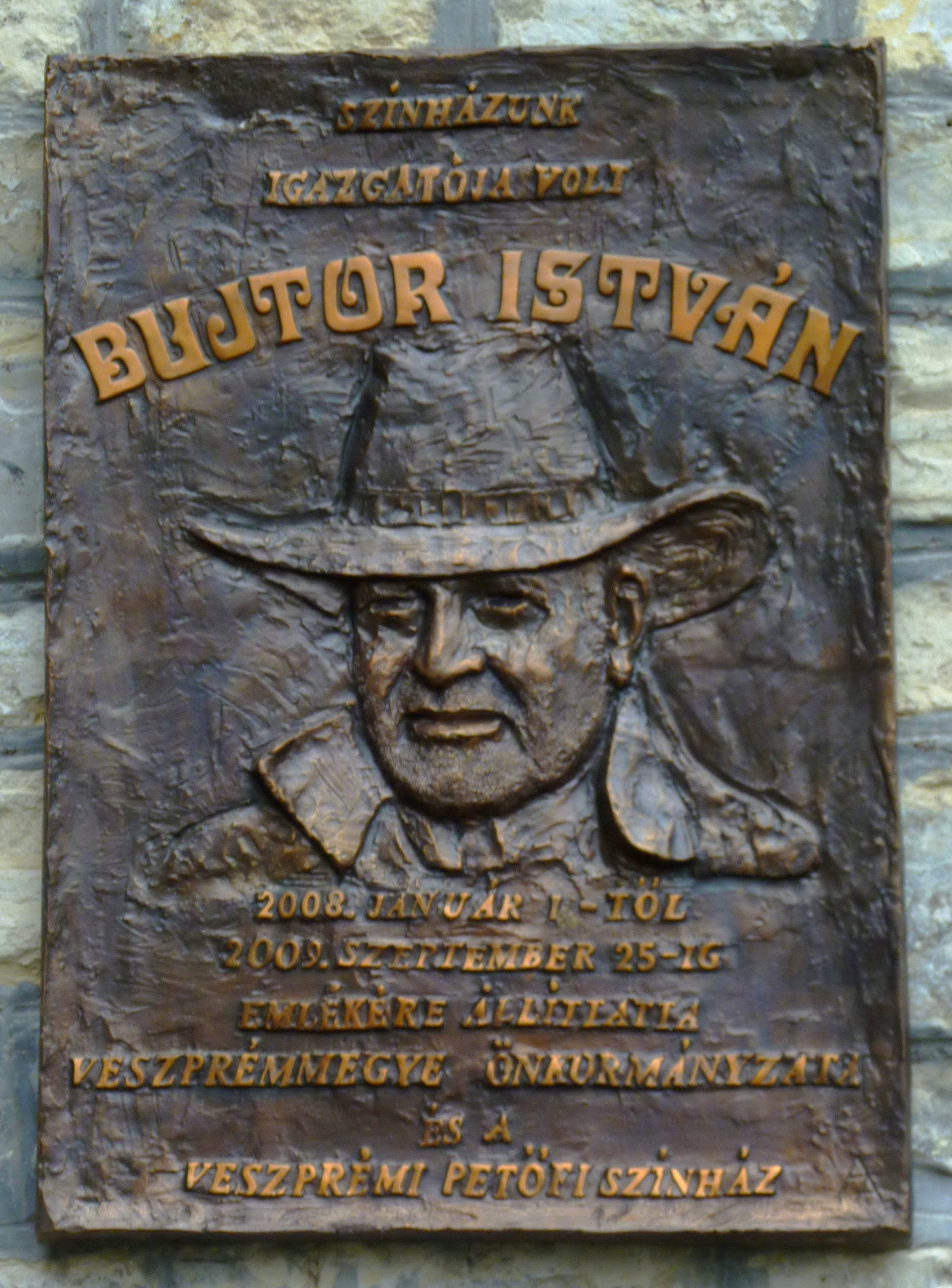
Bujtor István, Óvári Ferenc utca 2. Albert András alkotása
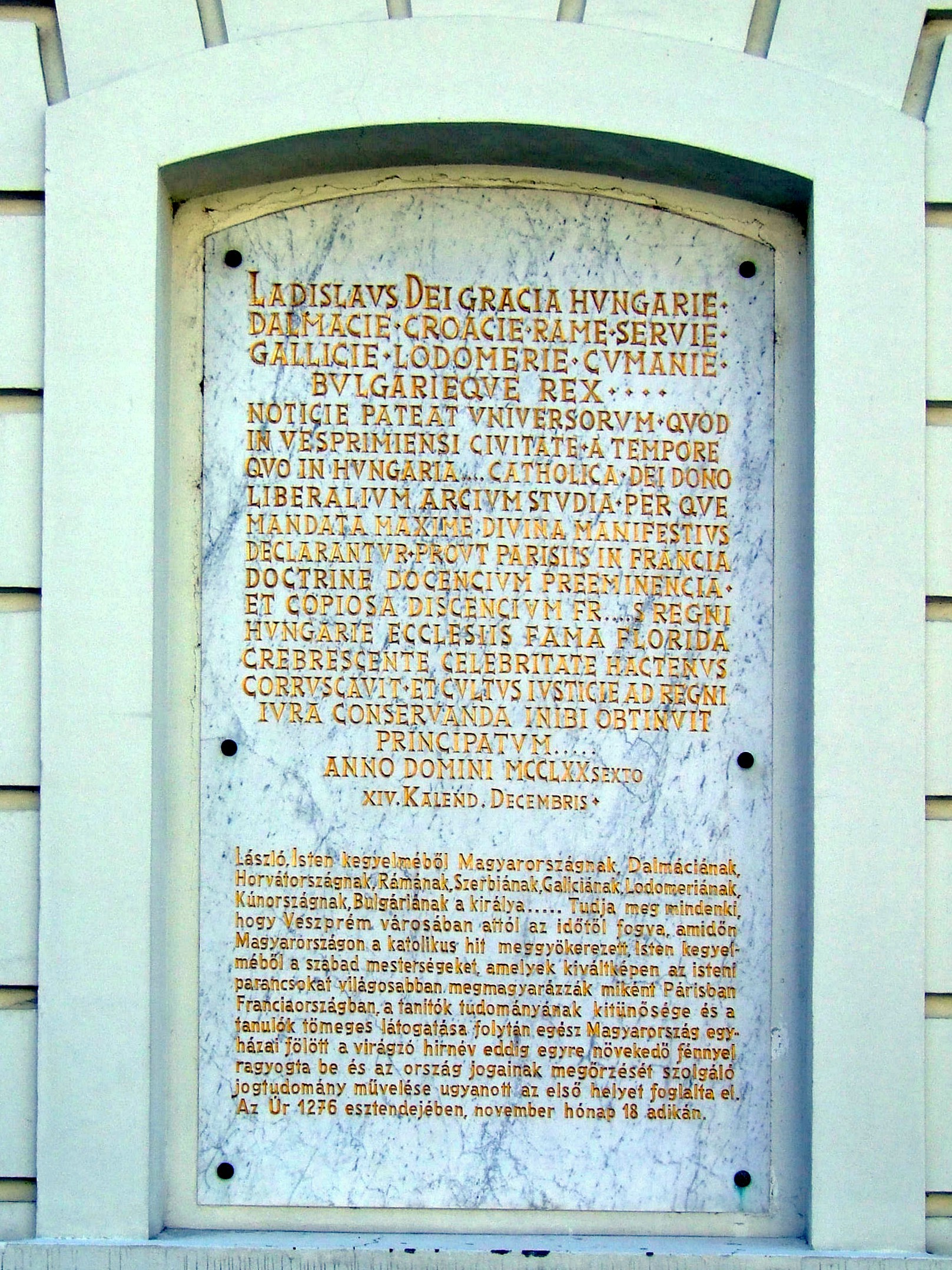
IV. László magyar király, Veszprém vára
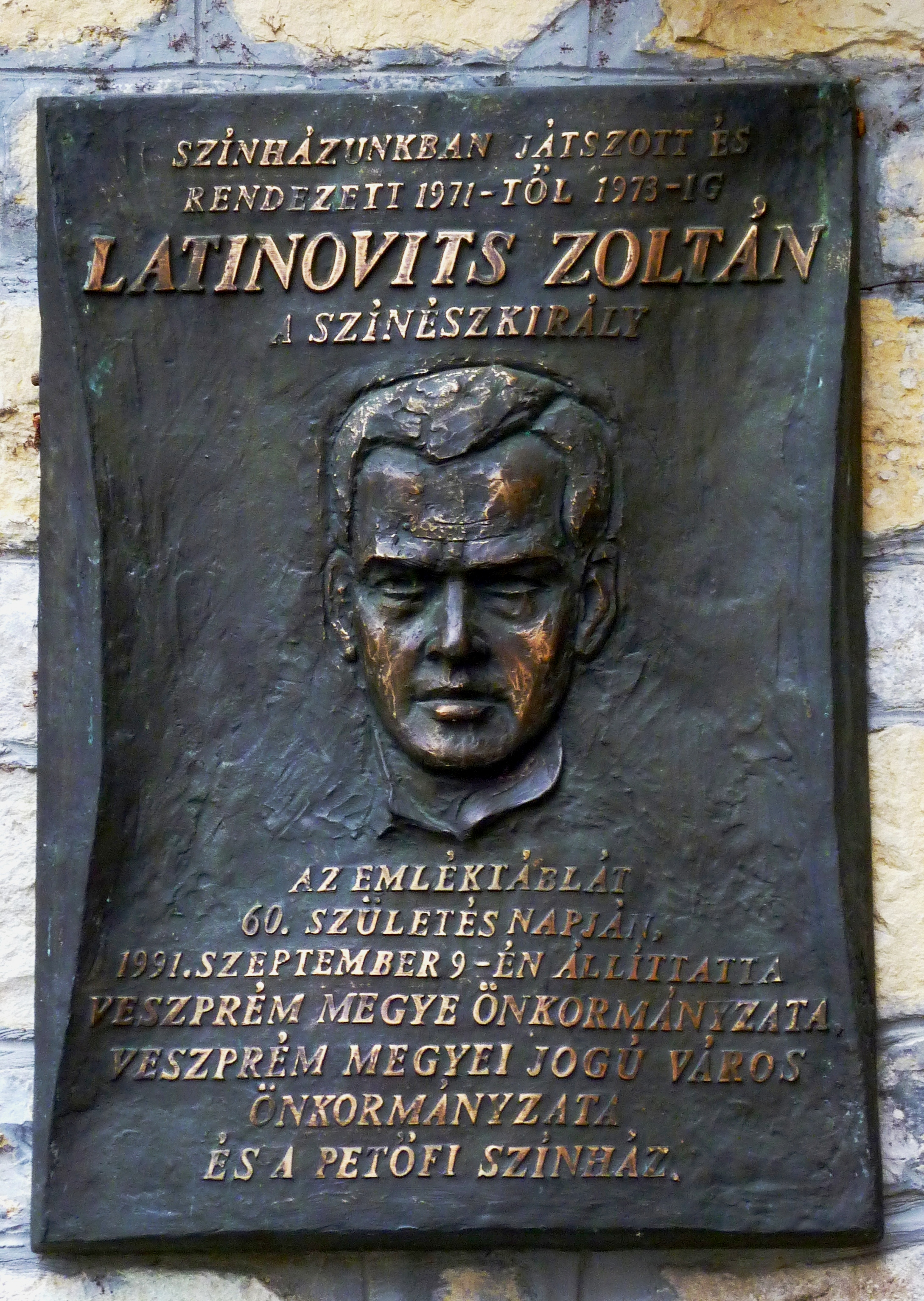
Latinovits Zoltán, Óvári Ferenc utca 2. Albert András alkotása
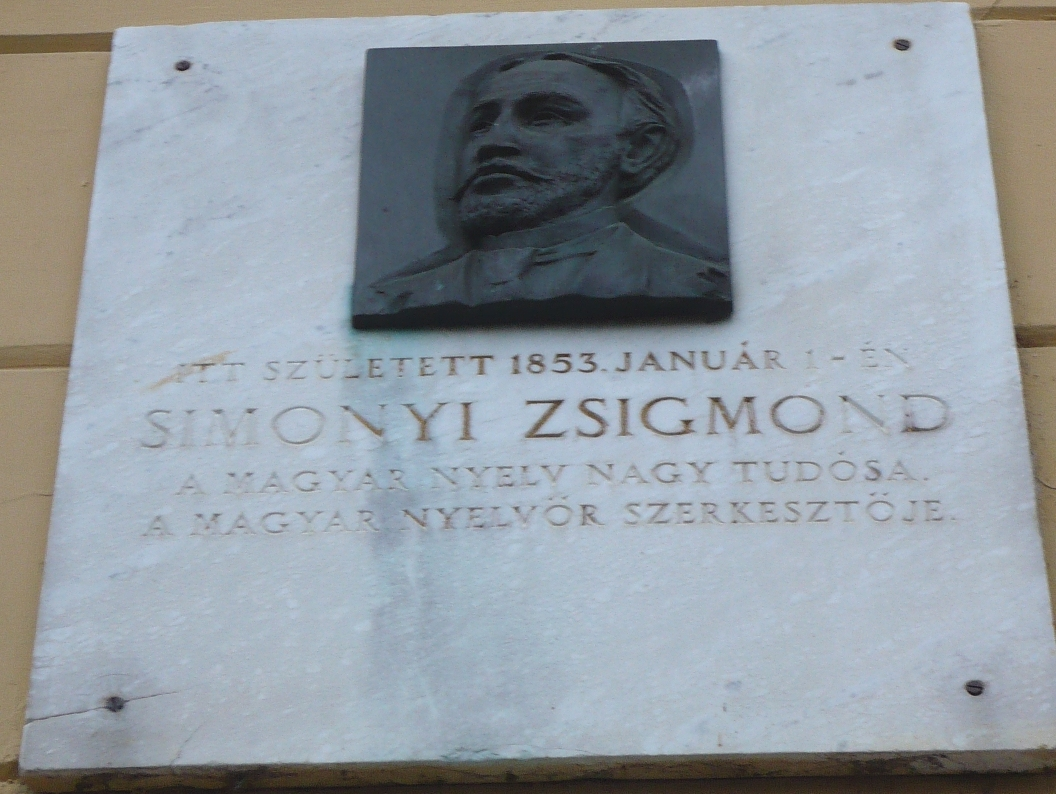
Simonyi Zsigmond, Kossuth Lajos utca 7. R. Kiss Lenke alkotása
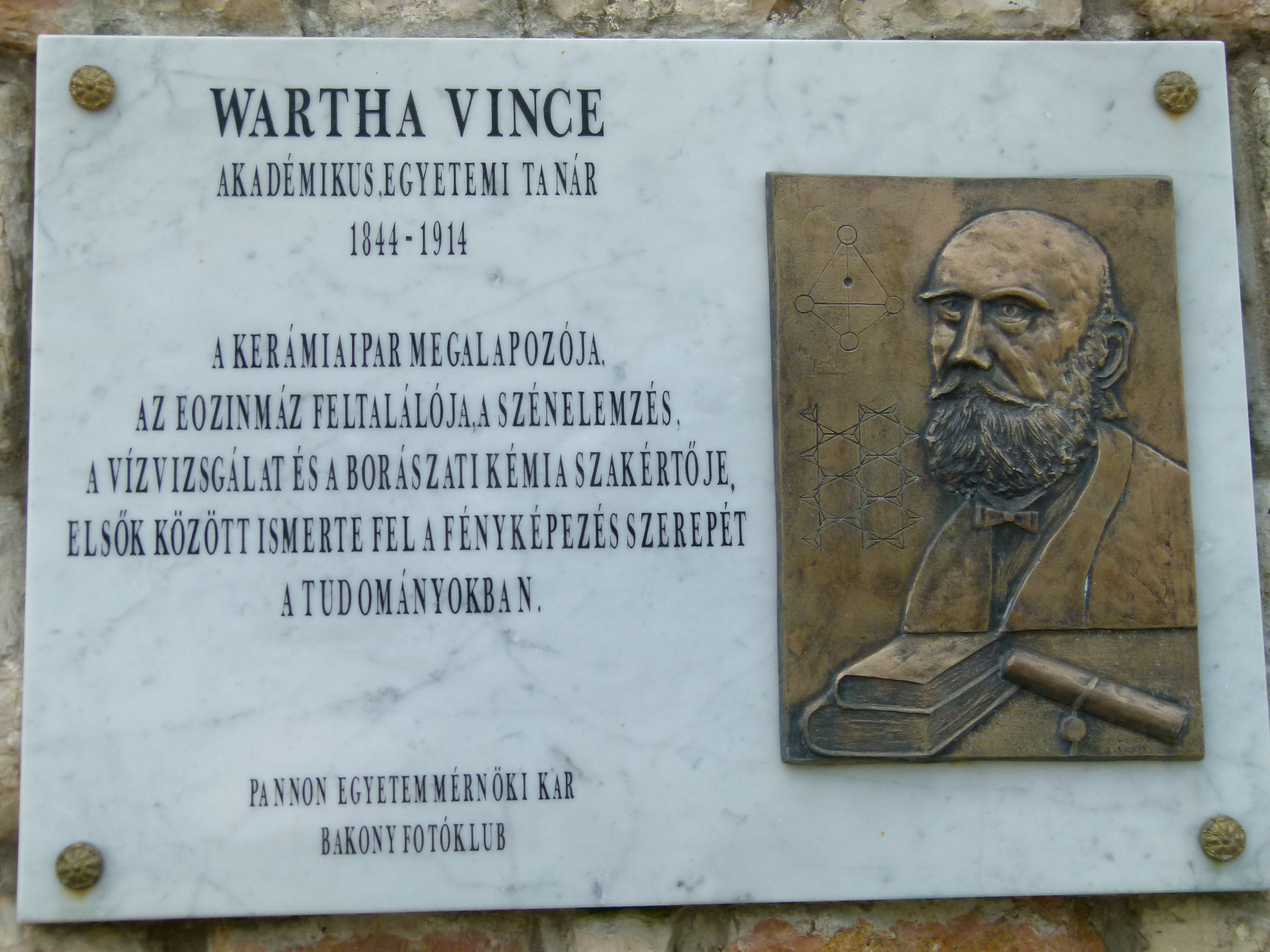
Wartha Vince, Wartha Vince utca 1. Lendvai István alkotása

## Utcaindex
| Csermák Antal utca (5.) Bors Ágoston, vívó Csikász Imre utca (4/B.) Brusznyai Árpád, tanár, vértanú Esterházy Antal utca (3.) Csikász Imre, festő Kossuth Lajos utca (7.) Simonyi Zsigmond, nyelvész (7.) Cholnoky Jenő, földrajztudós, festő Megyeház tér (2.) Petőfi Sándor, költő | Óvári Ferenc utca (2.) Bujtor István, Latinovits Zoltán Vár utca (3.) Verancsics Faustus, tudós, író, diplomata, pap (9.) Brusznyai Árpád, tanár, vértanú (10.) Batsányi János, költő (20.) Varga Béla, plébános, politikus (33.) Ányos Pál, költő, tanár, szerzetes Veszprém vára (–) IV. László magyar király Wartha Vince utca (1.) Wartha Vince, vegyész, egyetemi tanár |